# Johanna Elisabeth von Brandenburg-Ansbach

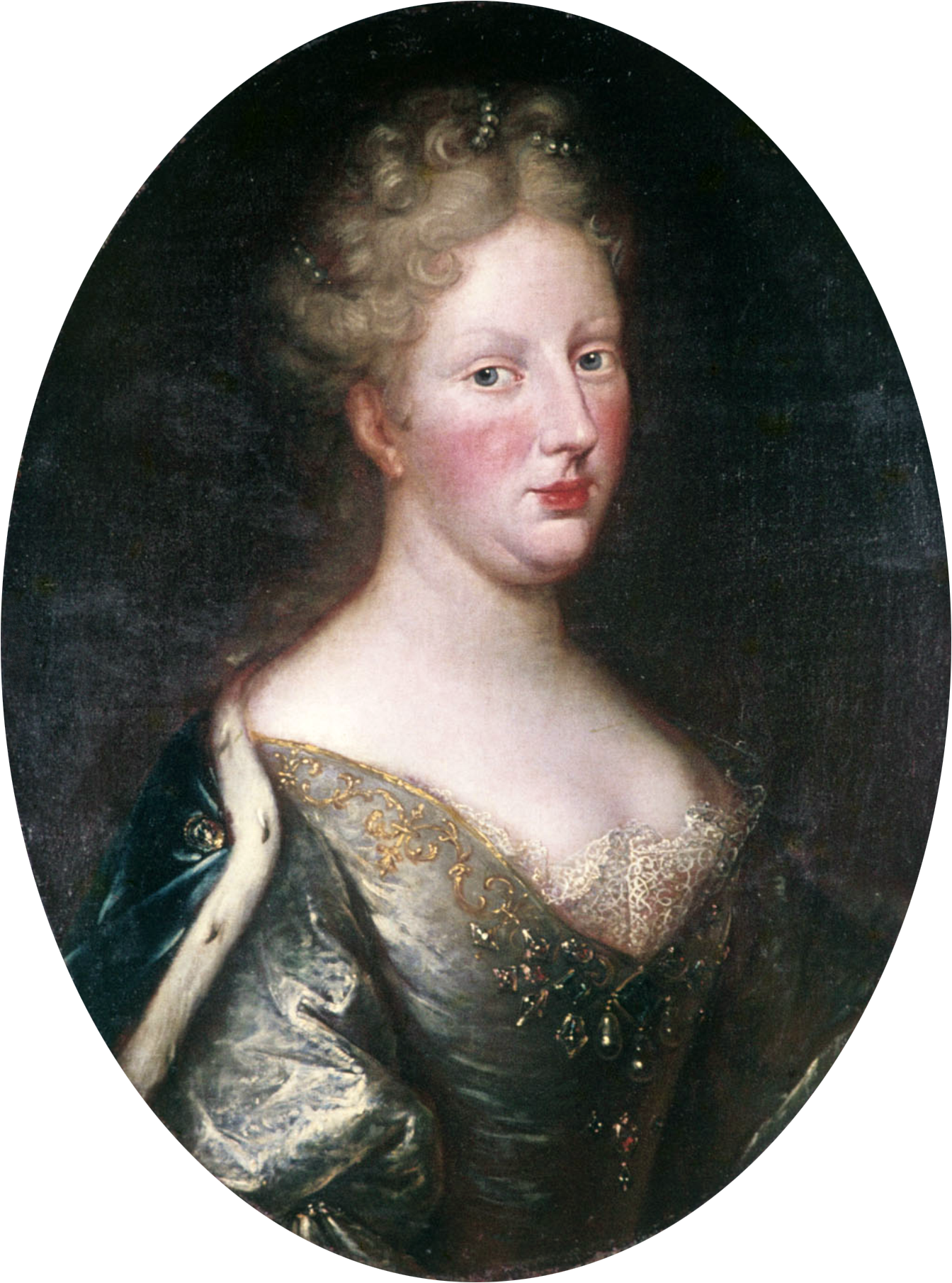
Bildnis Johanna Elisabeth von Brandenburg-Ansbach um 1775 von Johann Ludwig Kisling

Johanna Elisabeth von Brandenburg-Ansbach (* 6. November 1651 in Durlach; † 28. September 1680 in Ansbach) war durch Heirat Markgräfin von Brandenburg-Ansbach.

## Leben
Johanna Elisabeth war eine Tochter des Markgrafen Friedrich VI. von Baden-Durlach und seiner Frau Christine Magdalene.
Johanna Elisabeth heiratete am 26. Januar 1673 den Markgrafen Johann Friedrich von Brandenburg-Ansbach.
Christian Heuchelin schrieb zur Geburt ihres dritten Sohnes ein Gratulationsgedicht für sie.

## Nachkommen
Aus ihrer Ehe hatte Johanna Elisabeth folgende Kinder:
1. Leopold Friedrich 1674–1676
2. Christian Albrecht von Brandenburg-Ansbach (* 18. September 1675 in Ansbach; † 16. Oktober 1692 ebenda) war Markgraf des fränkischen Fürstentums Ansbach von 1686 bis 1692.
3. Dorothea Frederike, Gräfin von Hanau 1676–1731
4. Georg Friedrich von Brandenburg-Ansbach (* 3. Mai 1678 in Ansbach; † 29. März 1703 bei Schmidmühlen gefallen) genannt der Jüngere, war Markgraf des fränkischen Fürstentums Ansbach von 1692 bis 1703.
5. Charlotte Sophie 1679–1680